# Distrito de Llocllapampa

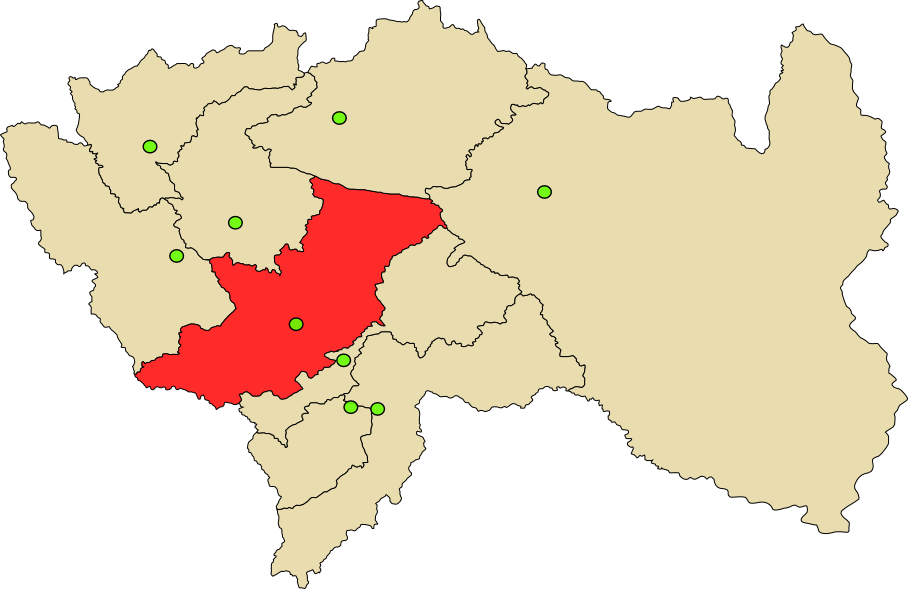
Provincia de Jauja en el Departamento de Junín

El Distrito de Llocllapampa es uno de los treinta y cuatro distritos que conforman la provincia de Jauja, ubicada en el Departamento de Junín, bajo la administración del Gobierno Regional de Junín, en la sierra central de Perú.
Dentro de la división eclesiástica de la Iglesia Católica del Perú, pertenece a la Vicaría IV de la Arquidiócesis de Huancayo

## Historia
Llocllapampa, una de las haciendas pertenecientes a la española Catalina de la Vega, junto con las haciendas de Muquiyauyo y Huaripampa, hasta la firma de la capitulación de Ayacucho; el 9 de diciembre de 1824, después que Catalina de la Vega se retirase a España, las tierras pasan a la administración de las familias sirvientes de la española, las cinco familias dueñas de Llocllapampa, que hoy en día sólo queda poca descendencia, estas son: la familia Rosales, la familia Cóndor, la familia Villanueva, La familia Yáñez y la familia Moreno ubicada por el anexo de Quinches.
El distrito fue creado mediante Ley del 23 de octubre de 1896, en el gobierno del Presidente Nicolás de Piérola Villena.

## Geografía
La superficie del distrito de Llocllapampa es 110,6 km². El distrito de Llocllapampa se encuentra a 3 496 m s. n. m.

## Capital
Su capital es el pueblo de Llocllapampa

## Principales centros poblados
- Antapata, barrio a 3657 m s. n. m. con 159 habitantes
- Chijia, barrio a 4144 m s. n. m. con 14 habitantes
- La Esperanza, barrio a 4124 m s. n. m. con 26 habitantes
- Llocllapampa, pueblo a 3527 m s. n. m. con 643 habitantes
- Matachico, barrio a 3434 m s. n. m. con 178 habitantes
- Matagrande, barrio a 3568 m s. n. m. con 122 habitantes
- Pitque, barrio a 3472 m s. n. m. con 35 habitantes
- Pongo, barrio a 4154 m s. n. m. con 21 habitantes
- Quinches, barrio a 3451 m s. n. m. con 109 habitantes
- Tabora, barrio a 4027 m s. n. m. con 15 habitantes

## Autoridades

### Municipales
- 2015 - 2018[2]
  - Alcalde: Pedro Andrés Carhuancho Trigos, Movimiento Juntos por Junín (N).
  - Regidores: German Aquiles Rosales Urbano (N), Janet Otilia Churampi Romero (N), Orlando Ovy Rosales López (N), Blanca Sonia Vásquez Reyes (N), Pedro Wisse Pérez Cano (Alianza para el Progreso).
- 2011-2014[3][4]
  - Alcalde: Edwin Fredy Zacarías Torres, Convergencia Regional Descentralista (CONREDES).
  - Regidores: Oscar Alberto Rosales Cuyubamba (CONREDES), Freddy Darío Ruiz Cóndor (CONREDES), Lito Charle Vivas Espinoza (CONREDES), Soledad Vanessa Tocas Sovero (CONREDES), Rosa Amanda Huayta Centeno (Fuerza Constructora).
- 2007-2010
  - Alcalde: Edwin Fredy Zacarías Torres.

### Policiales
- Comisaría de Pachacayo
  - Comisario: Tnte. PNP. Williams CENTENO CASANA

### Religiosas
- Arquidiócesis de Huancayo[5]
  - Arzobispo de Huancayo: Mons. Pedro Barreto Jimeno, SJ.
  - Vicario episcopal: Pbro. Hermann Josef Wendling SS.CC.
- Parroquia Santa Rosa[6]
  - Párroco: Pbro. .
  - Encargada de la Parroquia: Tania Villanueva Heredia, MHCJ

## Educación

### Instituciones educativas
Glorioso "10 De Abril de 1882"
Director: Fernando Iván Bullón Maldonado, de la especialidad de Lengua y Literatura, con estudios de Posgrado en Docencia en el Nivel Superior y Gestión Educativa en la Universidad Nacional Mayor de San Marcos y la Universidad Nacional del Centro del Perú, respectivamente.

## Festividades
- Enero: Adoración al Niño Jesús.[7]
- Julio: Santiago apóstol.